# Sibirjakow-Insel
Die Sibirjakow-Insel (russisch Остров Сибирякова) oder Kuskin-Insel (russisch Кузькин остров) ist eine 846,7 km² große russische Insel am Übergang des Jenisseigolfs in die zum Nordpolarmeer gehörende (südliche) Karasee. Administrativ gehört sie zur Region Krasnojarsk. Sie wurde 1878 vom Schweden Adolf Erik Nordenskiöld nach seinem Mäzen, dem russischen Goldindustriellen Alexander Sibirjakow, benannt und ist unbewohnt. Die Insel war vermutlich am Anfang des 17. Jahrhunderts von der Expedition Luka Moskwitins entdeckt worden.

## Geographische Lage
Die Sibirjakow-Insel liegt rund 30 km nördlich der Küste der Gydan-Halbinsel und etwa 30 km nordöstlich der Oleniinsel (beide zum Autonomen Kreis der Jamal-Nenzen gehörend), von denen sie durch die Owzyn-Meerenge getrennt ist, sowie zirka 35 km westlich der Taimyrhalbinsel, von der sie durch eine (auch) Jenisseigolf genannte Meerenge getrennt ist. Nach Südosten leitet der eigentliche Jenisseigolf zum in diesen mündenden Jenissei über. Nördlich der Insel liegt etwa 16 km entfernt in der Karasee die kleine Insel Nosok, zu der die langgestreckte Sandbank Sewernaja Sibirjakowskaja Otmel überleitet.
Die Insel ist maximal 38 km lang, bis zu 27 km breit, und ihre Küstenlinie ist 129,7 km lang.
Die Insel und die sie umgebenden Gewässer sind Teil des Bolschoi Arktitscheski Sapowednik (Большой Арктический государственный природный заповедник), des größten Naturschutzgebietes Russlands.

## Landschaftsbild, Fauna und Klima
Die Küste der Sibirjakow-Insel ist zum größten Teil flach und kaum zerklüftet, aber von kleinen Buchten durchzogen. Südöstlich und westlich sind ihr kleine längliche Inseln und Sandbänke vorgelagert. Die topographische Gestalt der Insel ist hügelig, erreicht maximal 33 m Höhe und ist von kleinen Fließgewässern, die in den Jenisseigolf oder in die Karasee münden, durchzogen. Außerdem gibt es an den Quellen einiger Fließgewässer kleine Seen und sumpfige Gebiete.
Da die Insel in der Vegetationszone Tundra liegt, beschränkt sich die Vegetation auf Moose, Flechten und Gräser. Die Winter sind lang und extrem kalt, die Sommer kurz und kalt. Es herrscht Permafrostboden vor, der in den Sommern zunehmend mehr antaut. Auf der Insel brüten etwa 10.000 Paare verschiedener Seevögel. Sie wird von BirdLife International als Important Bird Area (RU002) ausgewiesen.

## Bewohner und Fischerei
Auf der Insel gibt es keine ständigen Bewohner, aber im Sommer, wenn das Meer um die Insel weniger oder nicht mehr mit Packeis bedeckt ist, leben in einigen einfachen Hütten Fischer.